# Komornik
Komornik è un film del 2005 diretto da Feliks Falk, candidato per la Polonia all'Oscar al miglior film in lingua straniera.

## Trama
Lucjan Bohme, un ufficiale giudiziario impiegato per riscuotere i debiti per un tribunale della città di Wałbrzych, svolge il suo lavoro con spietata efficienza fino a quando un incontro con un'ex fidanzata, ora alle prese con il figlio, lo porta a mettere in discussione i suoi atteggiamenti.

## Produzione
Le riprese sono iniziate nel novembre 2004 e sono state completate il 5 gennaio 2005, a Varsavia e Wałbrzych.